# Zwycięstwo (film 1974)
Zwycięstwo – polski film wojenny z 1974 roku. Film ten powstał z połączenia i skrócenia filmów Kierunek Berlin i Ostatnie dni.

## Fabuła
Film przedstawia z perspektywy żołnierzy jednego z plutonów piechoty udział I Armii Wojska Polskiego w operacja berlińskiej począwszy od sforsowania Odry do zdobycia stolicy III Rzeszy. Centralną postacią jest kpr. Wojciech Naróg (Wojciech Siemion), doświadczony żołnierz, były partyzant i kawaler Krzyża Walecznych, łączący "Zwycięstwo" ze Skąpanymi w ogniu.

## Obsada
- Wojciech Siemion – kapral Wojciech Naróg
- Krzysztof Chamiec – porucznik Kaczmarek, dowódca plutonu
- Michał Szewczyk – szeregowiec Michał Badzioch
- Jerzy Jogałła – szeregowy Zbigniew Zalewski
- Wacław Kowalski – szeregowiec Ostrejko
- Marian Łącz – plutonowy Walasek
- Klaus-Peter Thiele – unteroffizier Kurt Muller, jeniec niemiecki
- Wiesława Kwaśniewska – Greta Wiszniewska
- Bolesław Płotnicki – Wiszniewski, ojciec Grety
- Konrad Morawski – szeregowiec Naróg, ojciec Wojciecha
- Olgierd Łukaszewicz – oficer niemiecki
- Stanisław Milski – starszy szeregowiec Stanisław Fronczak
- Wojciech Pilarski – szeregowiec Wojciech Bagiński
- Nikołaj Rybnikow – kapitan Wsiewołod Iwanowicz Polak, dowódca kompanii
- Jan Tesarz
- Andrzej Herder
- Janusz Kłosiński
- Joanna Jędryka

## Powieść
Na podstawie fabuły połączonych w "Zwycięstwo" Kierunku Berlin i Ostatnich dni Wojciech Żukrowski (scenarzysta obu filmów) napisał w 1970 powieść pt. "Kierunek Berlin".